# Eucalyptus ordiana
Eucalyptus ordiana là một loài thực vật có hoa trong Họ Đào kim nương. Loài này được Dunlop & Done mô tả khoa học đầu tiên năm 1992.